# Arras-en-Lavedan
Arras-en-Lavedan er en landsby, der ligger i Pyrenæerne 5 km. vest for Argelès Gazost i dalen Val d'Azun, Frankrig.

## Seværdigheder
I byen findes et velbevaret tårn fra middelalderen.
Et lille stykke vej oppe ad bjerget ligger ruinerne af en borg fra hundredårskrigens tid. Borgen er ved at blive restaureret, men er endnu ikke åben for turister.
I kirken er bl.a. en træskulptur af Jomfru Maria med Jesus på skødet. Skulpturen er ganske unik, idet
den er fra tiden før Napoleon og dermed har overlevet plyndringerne under Napoleontiden.

## Byen
Kirken fungerer ikke med regelmæssig gudstjeneste længere, men den er dog i brug ved særlige lejligheder,
f.eks. når der er bryllup i landsbyen.
Overfor kirken ligger den tidligere præstebolig, som i dag fungerer som udstillingsbygning med skiftende
kunst- og keramikudstillinger.
Der findes skole, bager, posthus, restauranter, hotel og campingplads i byen, som dog er ret stille med ca.500 indbyggere.
Under Tour de France går ruten ofte gennem byen på etapen mod Col d'Aubisque.